# Methylthioacetat
Methylthioacetat (genauer S-Methylthioacetat, auch Thioessigsäure-S-methylester) ist ein Thiolester, der sich formal von Thioessig-S-säure und Methanol beziehungsweise Essigsäure und Methanthiol ableitet.

## Vorkommen und Biosynthese

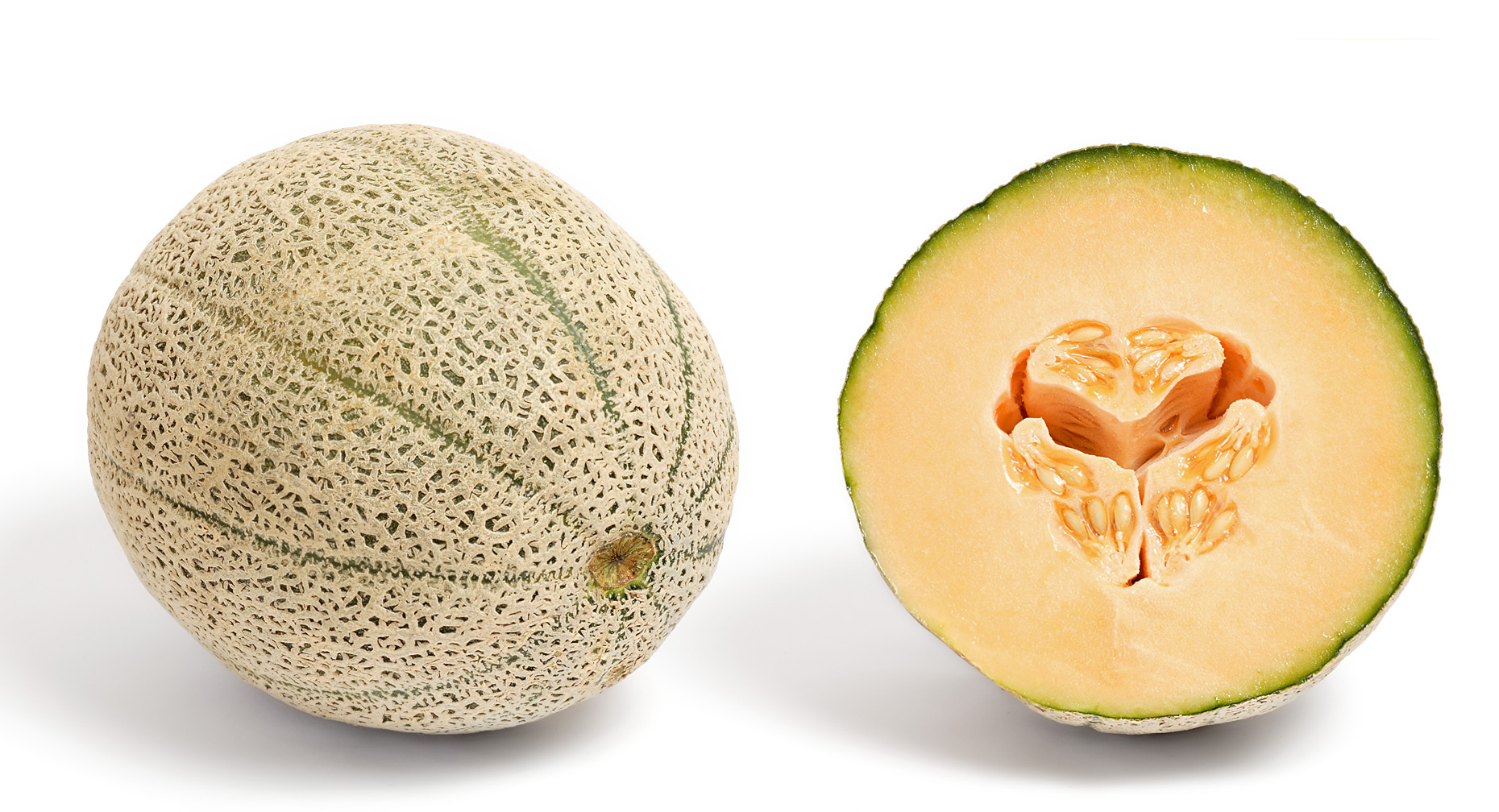
Zuckermelone

Backhefe (Saccharomyces cerevisiae), Geotrichum candidum, Kluveromyces lactis und andere Pilze bilden Methylthioacetat aus Methanthiol und Acetyl-Coenzym A. Bei der Backhefe wurde Methionin als möglicher Vorläufer für das vorkommende Methanthiol identifiziert. Neben den Pilzen wird Methylthioacetat auch von gewissen Bakterien gebildet. Durch Mikroorganismen (Bakterien und Pilze) gebildetes Methylthioacetat ist mit verantwortlich für den charakteristischen Geschmack von Schimmelkäsen, aber auch für Geschmacksfehler in Bier. Auch in Wein kommt die Verbindung vor. Zudem kommt Methylthioacetat in Titanwurz und in mehreren Früchten vor, darunter Erdbeeren und bestimmten Kultivaren von Zuckermelonen.

## Gewinnung und Darstellung
Methylthioacetat kann durch Umsetzung von Bleimethanthiolat mit Acetylchlorid gewonnen werden.
Ebenfalls möglich ist die Darstellung aus Kohlenmonoxid und Methanthiol bei Raumtemperatur und neutralem pH-Wert.

## Verwendung
Ethylthioacetat wird als Aromastoff verwendet und ist in der EU unter der FL-Nummer 12.149 für Lebensmittel allgemein zugelassen.